# Kresten Osgood

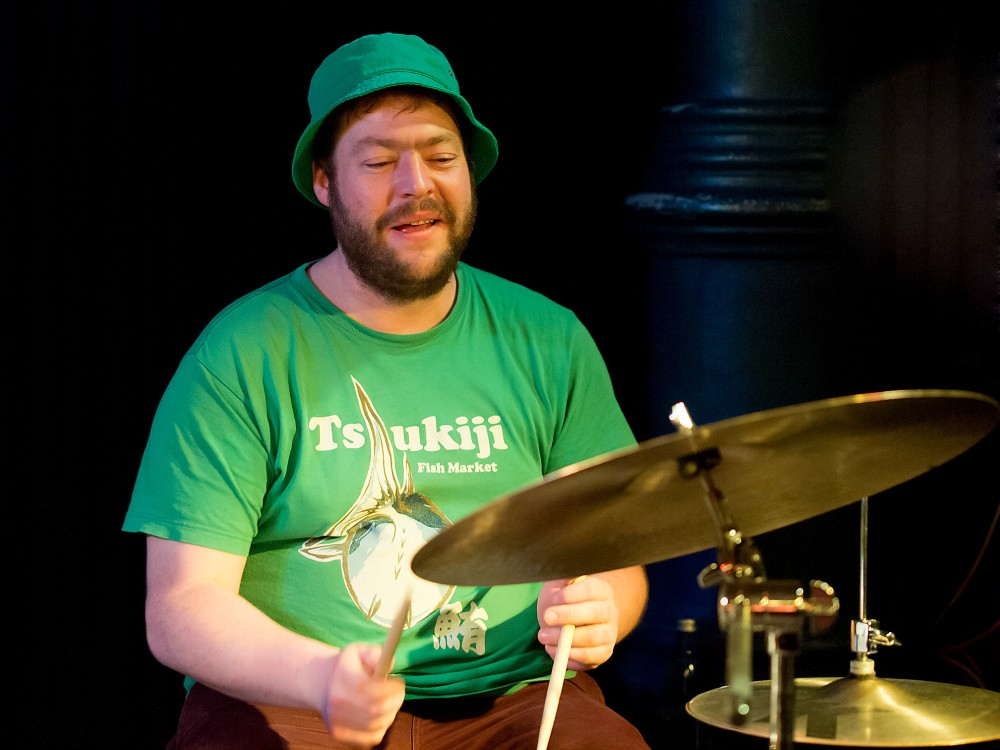
Kresten Osgood im Jazzclub Unterfahrt (München 2013)

Kresten Osgood (* 7. Dezember 1976 in Lemvig, Midtjylland) ist ein dänischer Jazz-Schlagzeuger.

## Leben und Wirken
Osgood hatte zunächst von 1993 bis 1996 Unterricht an der Musikschule von Holstebro, um danach 1997–2002 am Rytmisk Musikkonservatorium in Kopenhagen zu studieren. Er arbeitete zunächst mit Rockmusikern wie Nanna Lüders, Nikolaj Nørlund, Niels Skousen und Ane Trolle, dann mit Jazz- und Improvisationsmusikern wie Jakob Dinesen/Kurt Rosenwinkel (Everything Will Be All Right, 2002), Paul Bley (Florida, 2007), Peter Brötzmann, Tim Berne, Dr. Lonnie Smith, Sam Rivers (Purple Violets 2004), Paul Bley, Henry Grimes, Oliver Lake, Michael Blake, Scott DuBois, Dom Minasi, Philipp Gropper, Bent Jædig und Yusef Lateef, ferner in eigenen Bandprojekten nwie dem Raptrio Ikscheltaschel, in Og Hvad Er Klokken mit Saxophonist Jesper Løvdal und Bassist Thomas Vang, sowie ab 2002 im Musikerkollektiv ILK.

## Preise und Auszeichnungen
2005 erhielt er den Steppeulv-Preis als „Musiker des Jahres“. 2006 wurde er ihm der Django d’Or in der Kategorie Contemporary Star of Jazz verliehen. 2008 erhielt er den DJBFAs Hæderspris. 2010 wurde er mit dem Ben Webster Prize sowie Danmarks Radios Leo Mathiessen Pris ausgezeichnet; weiter bekam er 2012 den Ken Gudman Preis sowie 2016 den P8 jazzprisen.

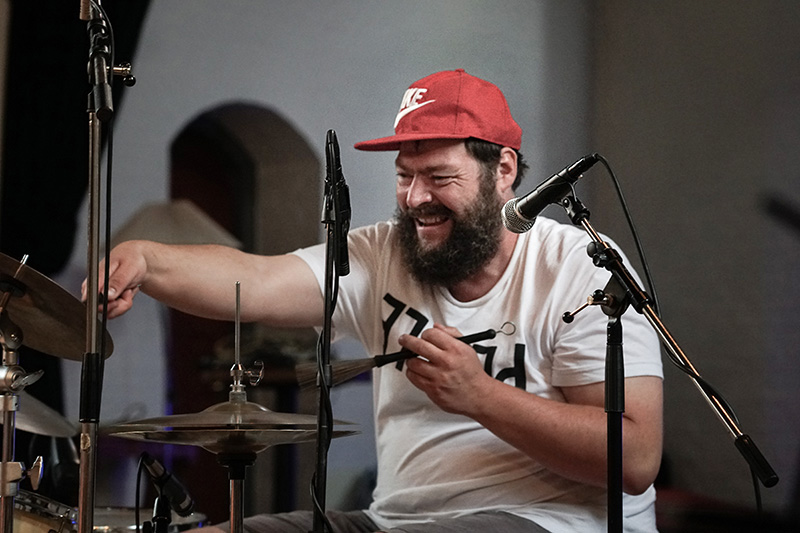
Kresten Osgood (Copenhagen Jazz Festival 2018)

## Diskographische Hinweise
- Og Hvad Er Klokken (NNM, 1999)
- Tys Tys (Loretta, 2000)
- Ikscheltaschel (2001), mit Søren Kjærgaard, Jens Bjørnkjær
- Kresten Osgood / Og Hvad Er Klokken: Frimærkealbum (ILK Music, 2003)
- Paul Bley/Kresten Osgood: Florida (ILK, 2007)
- Tchicai/Muller/Munch-Hansen/Osgood: Coltrane in Spring (ILK, 2008)
- Steven Bernstein, Marcus Rojas, Kresten Osgood: Tattoos and Mushrooms (2009)
- The Universal Quartet feat Yusef Lateef: Light (ILK 2013)
- Masabumi Kikuchi / Thomas Morgan / Ben Street / Kresten Osgood: Kikuchi/Street/Morgan/Osgood (ILK 2015)
- Jesper Løvdal / Butch Lacy / Mark Dresser / Kresten Osgood Being Playing (ILK Music, 2016)
- Ran Blake / Kresten Osgood: The Dorothy Wallace Suite (ILK 2017)
- Kresten Osgood Quintet Plays Jazz (ILK Music, 2018, mit Erik Kimestad, Mads Egetoft, Jeppe Zeeberg, Matthias Petri)
- Nacka Forum: Så stopper festen (Moserobie, 2019)
- Kresten Osgood / Jerome Cooper: As of Not (ILK Music, 2020)
- Signe Emmeluth & Kresten Osgood: Vandtårnet (Motvind, 2021)
- Per Aage Brandt, Kresten Osgood, Morten Carlsen + Peter Laugesen: Freee + 1 (2023)
- Allen Lowe: America: The Rough Cut (ESP-Disk, 2023)
- Darius Heid / Wilbert de Joode / Kresten Osgood: With Black Arch (2024)
- Nacka Forum: Peaceful Piano (Moserobie, 2024)
- Kresten Osgood Quintet: Live at H15 Studio (ILK Music, 2024)